# Gara ad uccidere 100 persone con la spada

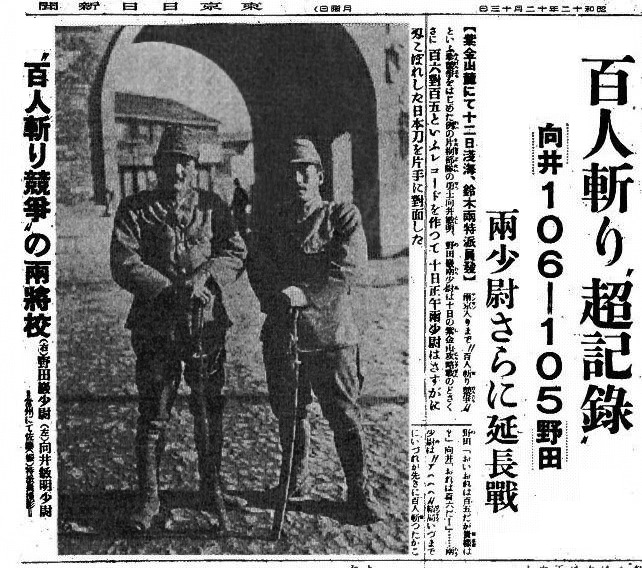
L'articolo apparso il 13 dicembre 1937 sul Tokyo Nichi Nichi Shinbun. Toshiaki Mukai (sinistra) e Tsuyoshi Noda (destra).

La Gara ad uccidere 100 persone con la spada (百人斬り競争 hyakunin-giri kyōsō - gara per uccidere con la spada 100 persone) è il nome con cui è conosciuta una competizione che presumibilmente ebbe luogo tra due ufficiali dell'Esercito Imperiale giapponese durante la Seconda guerra sino-giapponese, tra la fine di novembre e l'inizio di dicembre del 1937 (le date sono incerte), e di cui, durante il conflitto, apparvero periodici resoconti sulla stampa nipponica.
L'attendibilità storica degli avvenimenti descritti è stata ripetutamente messa in dubbio da alcuni storici nel corso degli anni, scatenando anche, a partire dagli anni '70, un acceso dibattito, non solo sulla veridicità dei fatti descritti, ma sulla stessa attendibilità delle fonti, nel quadro del dibattito, di ben più ampio respiro, sulle responsabilità giapponesi riguardo alle atrocità commesse dall'esercito imperiale durante l'occupazione di parte della Cina, con particolare riferimento agli avvenimenti di Nanchino.

## Contesto storico
Il 7 luglio 1937, a seguito del cosiddetto incidente del ponte di Marco Polo, ebbe inizio il conflitto conosciuto come Seconda guerra sino-giapponese. Dopo le prime blande schermaglie tra i due eserciti, le ostilità degenerarono in un conflitto su larga scala, che vide il Giappone intraprendere una sanguinosa avanzata in territorio cinese, attraverso una serie di feroci scontri culminati con la battaglia di Shanghai, nella quale i giapponesi risultarono alla fine prevalere sui difensori, anche se a prezzo di gravi perdite.
Il 5 agosto 1937, pochi giorni prima dell'inizio della battaglia di Shangai, l'imperatore giapponese Hirohito ratificò la sospensione unilaterale del rispetto delle norme internazionali sul trattamento dei prigionieri di guerra, in relazione al conflitto con la Cina: a partire da quella data, le truppe giapponesi avrebbero dovuto cessare di fare riferimento ai cinesi come prigionieri di guerra. Al termine della battaglia per Shangai (26 novembre 1937), contrariamente alle previsioni, che la volevano bisognosa di una lunga sosta per riorganizzarsi e risollevare il morale dei soldati, l'armata giapponese riprese l'avanzata, questa volta verso Nanchino (1º dicembre 1937).

## La gara per uccidere 100 persone con la spada
I fatti che divennero poi noti come «la gara per l'uccisione di 100 persone con la spada» ebbero luogo durante l'avanzata dell'esercito imperiale giapponese da Shangai a Nanchino. Verso la fine del novembre 1937, su alcune testate nipponiche cominciarono ad apparire articoli riguardanti una competizione che si stava svolgendo tra due ufficiali giapponesi, su chi tra loro sarebbe riuscito ad uccidere per primo 100 nemici cinesi usando la propria spada da samurai. Non è chiaro se la sfida fu un'iniziativa personale dei due ufficiali, o se invece, come riportato da alcune fonti, i due sottotenenti siano stati invitati ad intraprendere la competizione dai loro superiori, lasciando intendere che competizioni di questo tipo fossero un'usanza piuttosto comune nell'ambito delle forze armate giapponesi. Come riportano gli articoli apparsi sulla stampa, gli sfidanti nella gara di decapitazione di 100 persone erano due amici, Toshiaki Mukai (向井敏明) e Tsuyoshi Noda (野田毅), entrambi ufficiali del 3º Battaglione (comandato dal maggiore Takeo Toyama) del 9º Reggimento di fanteria (comandato dal Colonnello Shigeru Katagiri); questa unità faceva parte della 19ª Brigata di Fanteria (comandata dal generale Tatsumi Kusaba), la quale a sua volta dipendeva dalla 16ª Divisione (第16師団 Dai Jūroku Shidan, comandata dal generale Kesago Nakajima), un'unità che in seguito sarebbe stata pesantemente coinvolta nelle atrocità perpetrate durante il Massacro di Nanchino.
All'epoca dei fatti narrati Toshiaki Mukai, che rivestiva il grado di sottotenente, comandava il plotone di artiglieria del 3º Battaglione, mentre Tsuyoshi Noda, anche lui col grado di sottotenente, rivestiva l'incarico di aiutante di campo del comandante di battaglione. La gara iniziò appena fuori Wuxi e continuò fino alle pendici della Montagna Purpurea; quando i due sottotenenti si incontrarono di nuovo, nei pressi del mausoleo di Sun Yat-sen, entrambi avevano ormai superato l'obbiettivo prefissato, Mukai con 106 vittime e Noda con 105. Nell'impossibilità di stabilire chi tra i due avesse per primo raggiunto la 100ª uccisione, entrambi furono d'accordo nel portare a 150 l'obbiettivo da raggiungere per vincere la competizione. L'ultimo articolo della serie, pubblicato sul Tokyo Nichi-Nichi Shinbun del 13 dicembre 1937, era intitolato in modo sensazionalistico "Incredibile record [nella gara] per decapitare 100 persone—Mukai 106 – 105 Noda—entrambi i sottotenenti vanno ai tempi supplementari". Per taluni storici giapponesi, anche se gli articoli parlano genericamente di combattimenti corpo a corpo, è più probabile che gli episodi descritti si riferiscano in realtà a vere e proprie esecuzioni di massa di prigionieri inermi, nel quadro delle atrocità che sarebbero poi sfociate nel massacro di Nanchino; per altri invece l'intera storia è frutto dell'immaginazione dei giornalisti; in ogni caso l'interpretazione dei fatti è tuttora oggetto di dibattito in Giappone.
A quanto pare, nel 1939, lo stesso Tsuyoshi Noda, durante un discorso che fu invitato a tenere agli alunni di una scuola elementare della sua città, dichiarò che dei più di 100 nemici che aveva ucciso durante la gara, la maggior parte era composta da prigionieri di guerra. Nel 1975 infatti, uno degli alunni che vi avevano assistito, tale Akira Shishime (o Shijime), diventato nel frattempo un leader sindacale, inviò al giornale cinese Chūgoku la trascrizione del discorso a cui aveva assistito da bambino, più di 30 anni prima:
(Katsuichi Honda, Nanking he no Michi (The Road to Nanjing), pp. 162-163)
Prestando fede a tale resoconto, le uccisioni avvenute nel corso della competizione riguarderebbero in massima parte prigionieri di guerra, soldati nemici che vennero sistematicamente passati per le armi non appena si erano arresi; peraltro, come rilevato da diversi studiosi, tra cui lo storico Bob Tadashi Wakabayashi, va tenuto presente che la fonte da cui proviene il resoconto risulta estremamente politicizzata, ed il resoconto stesso viene alla luce, provvidenzialmente, proprio nel pieno di un infiammato dibattito sull'argomento, tra storici di sinistra (in particolare Hora) e di destra (Yamamoto); desta sospetto anche la costruzione stessa del racconto, in particolare quando si evidenzia ripetutamente l'atteggiamento rilassato del sottotenente "N", in un tentativo alquanto palese di conferire un carattere di spontaneità e sincerità al racconto.

## I resoconti nei giornali giapponesi
A partire dalla fine del mese di novembre del 1937 due giornali giapponesi, il Tokyo Nichi Nichi Shinbun e il gemello Osaka Mainichi Shinbun iniziarono a occuparsi di una competizione in atto tra due ufficiali dell'esercito imperiale, che si stavano sfidando a chi avrebbe per primo raggiunto le 100 uccisioni di nemici usando la spada. Gli articoli (in tutto 4, dal 30 novembre al 13 dicembre 1937) sono caratterizzati da toni fortemente retorici ed uno stile sportivo, fornendo aggiornamenti sui punteggi ed indulgendo anche in spiegazioni su come, ad esempio, una spada fosse rimasta danneggiata nell'atto di tagliare in due un nemico partendo dall'elmetto; talvolta ricorrono anche a una forma di macabro umorismo, ad esempio scherzando sul termine sportivo «testa a testa» in riferimento al numero di teste mozzate. Gli ultimi due articoli vennero pubblicati anche dal quotidiano di Tokyo in lingua inglese Japan Advertiser, il 7 ed il 14 dicembre 1937, ed è probabile che la Cina sia venuta a conoscenza della gara attraverso quest'ultima fonte (secondo lo storico Bob Tadashi Wakabayashi in realtà fu proprio grazie a queste due traduzioni che gli echi della storia giunsero in Cina). Oltretutto, nel 1938 il giornalista australiano Harold J. Timperley riprese a sua volta gli ultimi due articoli, trascrivendoli per intero nella sua opera What war means, mentre ulteriori informazioni sulla competizione apparvero in China Weekly Review e su altre pubblicazioni cinesi, di orientamento sia nazionalista che comunista.
Numerose fonti successive trattano i fatti come se si fossero svolti esclusivamente alle pendici della Montagna Viola (紫金山 - Zijin Shan), o addirittura dentro alla città durante il massacro di Nanchino, mentre in realtà gli articoli originali affermano che la competizione ebbe inizio a Wuxi e proseguì fino alla zona del mausoleo di Sun Yat-sen, ai piedi della seconda vetta della Montagna Viola (quindi ben fuori dalla città). A prescindere dal fatto che gli articoli furono la principale prova a carico degli indagati - e quella decisiva per la loro condanna a morte - da un punto di vista strettamente ermeneutico l'attendibilità delle fonti giornalistiche appare alla maggior parte degli storici giapponesi quantomeno problematica, soprattutto in considerazione del taglio sensazionalistico dei resoconti originali. L'analisi dei testi in lingua inglese (quindi di seconda mano) comparsi nel Japan Advertiser rivela, al contrario, uno stile più asciutto e distaccato, tanto che la minore enfasi conferita al resoconto, in astratto, potrebbe essere intesa a rimarcare una presa di distanza ideologica da parte del traduttore e/o del giornale rispetto ai fatti rappresentati.
Sta di fatto che molti studiosi anche moderni (tra gli altri Iris Chang, Erwin Wickert, Jonathan Spence) continuano a ritenere che il contenuto degli articoli, se non completamente autentico, rifletta comunque fatti storici. A margine di quanto sopra è da notare che, nel corso degli anni, gli avvenimenti successivi hanno posto seri dubbi sull'affidabilità degli stessi giornalisti indicati come autori degli articoli originali. In particolare Kazuo Asami è stato accusato di avere dapprima esaltato le gesta dell'esercito imperiale, fornendo resoconti enfatici e ricchi di imprese mirabolanti, con l'ambizione non segreta di sfruttare quest'opera di piaggeria per fare carriera nel giornalismo, salvo poi riscoprirsi improvvisamente comunista e maoista, ed iniziare, nel nome d'una fede di solo recente acquisizione nell'amicizia sino-giapponese, un'attività volta a denigrare sistematicamente l'esercito che fino a poco tempo prima aveva incensato nei propri articoli.
Riguardo alla mera esegesi dei resoconti giornalistici, e fatta salva la possibilità che i fatti descritti siano accaduti realmente, può ritenersi acclarato il carattere iperbolico delle descrizioni rese dai corrispondenti, tanto da far pensare, in alcuni tratti, a una vera e propria bufala ante litteram. In particolare la parte conclusiva del quarto articolo, con i suoi risvolti sovrannaturali, apparirebbe funzionale ad una spinta verso l'alto del morale della truppa, se non addirittura indirizzata ad incrementare la tiratura della testata attraverso resoconti fantasiosi di sfide avvincenti. Storici con un solido background militare nelle file dell'esercito imperiale, hanno rilevato che taluni dei vocaboli attribuiti ai due sottotenenti sono impensabili nella bocca di qualsiasi militare, dal momento che esistono termini specifici che vengono preferiti al posto di tali vocaboli.
In secondo luogo, viene osservato che mai nessun comandante avrebbe osato offrire premi per l'esecuzione di qualsiasi ordine, in quanto questo - nella mentalità militare giapponese - sarebbe equivalso a dissacrare l'onore di servire l'imperatore; ugualmente, qualora un qualsiasi ufficiale avesse davvero indetto una simile competizione, sarebbe stato immediatamente punito per avere distolto i soldati dell'imperatore dal loro servizio per fini personali. Infine, entrambi i sottotenenti prestavano servizio dietro la linea del fronte, pertanto la descrizione delle loro presunte gesta, come la si ricava dagli articoli di giornale, implica che i due si sarebbero allontanati spesso dai rispettivi posti, con conseguenti mancanze dal punto di vista della disciplina militare.
Alcuni dei fatti descritti apparirebbero inoltre palesi esagerazioni, soprattutto nel già citato passaggio in cui si descrive l'uccisione di un soldato nemico, effettuata tagliando l'uomo in due con un solo colpo di spada, elmetto compreso. Anche la stessa uccisione di 100 e più persone con una sola spada implica, da un punto di vista pratico, problemi di attendibilità in relazione alla durata della lama, e difatti gli autori degli articoli ritengono utile inserire, a più riprese, informazioni riguardanti i danneggiamenti subiti dalle spade. Nella realtà è noto che le spade giapponesi non sono adatte per un uso intensivo e generalmente, una volta usate contro un corpo umano, richiedono interventi anche profondi da parte di specialisti battitori per ripristinare la funzionalità originale. Resoconti di 55 vittime uccise con una sola spada in una sola notte sono pertanto da considerare del tutto irrealistici.
Tra le altre cose, Kazuo Asami venne anche accusato di essere un esaltato, assetato di sangue ma solo a parole, come d'altra parte molti civili che in tempo di guerra diventano ansiosi di mascherare, attraverso retoriche millanterie, la loro condizione di imboscati. In tale contesto, i due sottotenenti vengono visti come mere comparse in un copione funzionale solo a glorificare il "coraggioso" giornalista Asami, al quale peraltro, in qualità di giornalista, sarebbero state interdette le zone dove infuriavano i veri combattimenti: rientrerebbero in tale visione le narrazioni come quella in cui il giornalista descrive sé stesso mentre intervista Mukai, entrambi incuranti del diluvio di proiettili nemici che si sta abbattendo su di loro. Altri passaggi, come quello in cui viene descritto l'assalto ad una trincea, apparirebbero ricalcare, soprattutto nella parte che vede il giapponese gridare il suo nome all'avversario, i classici racconti di cappa e spada, retaggio dell'epoca dei samurai sulla falsariga del Heike monogatari.

### Primo articolo
Entrambi i sottotenenti hanno già raggiunto le 80 uccisioni
(29 novembre, resoconto da Changzhou dei corrispondenti Asami, Mitsumoto e Yasuda) La [16ª Divisione](?), dopo aver coperto i 40 km che dividono Chagshu da Wuxi in una marcia di sei giorni, ha impiegato appena tre giorni per percorrere la stessa distanza tra Wuxi e Changzhou - una velocità quasi soprannaturale. Il loro attacco è rapido quanto quello di una divinità, ed ancora più dolce. Nell'unità [del colonnello] Katagiri, stanziata in prima linea, due giovani ufficiali si sono sfidati in una competizione a chi ucciderà per primo 100 persone con la sua spada. Al momento di lasciare Wuxi, uno di loro aveva già ucciso 56 persone, mentre l'altro 25. Il primo è il sottotenente Toshiaki Mukai, del battaglione [del maggiore] Toyama, un ventiseienne di Jindai, nel Distretto di Kuga, Prefettura di Yamaguchi. L'altro, appartenente allo stesso battaglione, è il sottotenente Tsuyoshi Noda, 25 anni, da Tashiro nel Distretto di Kimotsuki, Prefettura di Kagoshima. Mentre il sottotenente Mukai, 3° dan nella disciplina del Jukendo, è orgoglioso della spada di marchio "Seki-no Magoroku" che tiene sulla spalla, il sottotenente Noda ci parla della sua spada, che pur essendo priva di marchio, rappresenta un gioiello di famiglia tramandato per generazioni dai suoi antenati. I piani prevedevano che, una volta partiti da Wuxi, il sottotenente Mukai ed il suo gruppo sarebbero avanzati lungo la ferrovia per 26 o 27 km, mentre il gruppo del sottotenente Noda sarebbe avanzato parallelamente alla linea ferroviaria, così da tenere i due provvisoriamente separati. La mattina seguente alla loro partenza, il sottotenente Noda ha preso d'assalto una trincea fortificata in un villaggio senza nome, a circa 8 km da Wuxi. Gridando a voce altissima il suo nome, per il timore che il nemico potesse non capire chi fosse, ha ucciso con la spada quattro nemici, nel tentativo di diventare il primo a penetrare le linee nemiche. Appresa questa notizia, il sottotenente Mukai ha deciso di darsi da fare, e quella stessa notte lui ed i suoi uomini hanno travolto un accampamento nemico a Henglin, dove ha ucciso personalmente 55 persone. Nei giorni seguenti, il sottotenente Noda ha ucciso nove persone a Henglin, sei persone a Weiguan, e il 29 novembre, sei persone alla stazione di Changzhou, per un totale di 25 uccisioni. Il sottotenente Mukai successivamente ha ucciso altre quattro persone vicino alla stazione, e quando noi giornalisti siamo arrivati, abbiamo avuto l'occasione di intervistare i due uomini di fronte alla stessa stazione.

Sottotenente Mukai: "Per come stanno le cose adesso, probabilmente avrò abbattuto 100 persone al momento di raggiungere Danyang, senza contare Nanchino. Ammettilo, Noda; tu perderai. Ho già ucciso 56 persone con la mia spada, che per ora ha solo una piccola ammaccatura."

Sottotenente Noda: "Abbiamo concordato di non uccidere persone che stanno fuggendo. Svolgendo la funzione di [aiutante di campo](?), io non ho molte occasioni per incrementare il mio punteggio. Ma prima di arrivare a Danyang, cercherò di stabilire un grande record".»
(dal Tokyo Nichi-Nichi Shimbun, 30 novembre 1937)
Il testo originale dell'articolo venne sostituito dalla censura militare giapponese col simbolo "maru" [○], al fine di tutelare il segreto militare in un periodo di guerra. Tra parentesi è stata inserita la ricostruzione più probabile delle parole censurate.

### Secondo articolo
Entrando nel vivo
Progressi nella Gara per uccidere 100 persone con la spada
«(3 dicembre, resoconto da Danyang dei corrispondenti Asami e Mitsumoto) Come riferito in precedenza, sta avendo luogo una competizione per uccidere 100 persone prima di raggiungere Nanchino. I sottotenenti Toshiaki Mukai e Tsuyoshi Noda-i due giovani ufficiali appartenenti al Battaglione Toyama del Reggimento Katagiri, nelle avanguardie della [16ª Divisione](?), da quando hanno lasciato Changzhou sono stati impegnati in battaglie sempre più feroci. Al momento di entrare a Danyang, alle 18.00 del pomeriggio del 2 dicembre, il sottotenente Mukai aveva raggiunto le 86 uccisioni, mentre il sottotenente Noda 65. È diventato uno scontro testa a testa, con entrambi gli sfidanti impegnati in una strenua competizione l'uno contro l'altro.

Lungo le 24 miglia che separano Chagzhou da Danyang, il primo ha ucciso 30 persone, mentre l'altro 40, tanto questi uomini coraggiosi hanno combattuto con una ferocia indescrivibile, pari a quella degli stessi dei Asura. In questa fase, entrambi questi prodi soldati hanno avanzato insieme lungo la linea ferroviaria Jinghu [Shangai - Pechino], assaltando campi nemici a Benniu, Lücheng, Lingkou (tutti sul percorso settentrionale per Danyang), decapitando ed uccidendo chiunque incontrassero. Il sottotenente Mukai è stato il primo a giungere alla porta di Danyang. Il sottotenente Noda ha subito una leggera ferita al polso destro. Ma questa competizione per uccidere 100 persone si sta avviando ad una gloriosa conclusione. Dopo essere entrati a Danyang, noi giornalisti abbiamo cercato l'unità del Maggiore Toyama, ancora impegnata in una costante avanzata. Il sottotenente Mukai ci ha risposto mentre marciava in mezzo ai ranghi tra le sue truppe, sorridendo mentre parlava. "L'amico Noda è stato bravo finora, ma adesso sta cominciando ad addormentarsi. Non preoccupatevi della sua ferita, è una sciocchezza. Le ossa di qualche tizio che ho decapitato a Lingkou hanno scalfito la mia spada in un punto della sua lama, ma è ancora in grado di abbattere altre 100 o 200 persone, ne sono sicuro. Un giornalista del Tōnichi Daimai sarà il giudice nella competizione».
(dal Tokyo Nichi-Nichi Shimbun, 4 dicembre 1937).

### Terzo articolo
Testa a testa nella "Gara per uccidere 100 persone con la spada"
89 a 78 nella competizione tra i sottotenenti Mukai e Noda!
«(5 dicembre, resoconto da Jurong dei corrispondenti Asami e Mitsumoto) I sottotenenti Mukai e Noda del reggimento [del maggiore] Katagiri - i due giovani ufficiali con l'obbiettivo di raggiungere Nanchino in una "competizione per uccidere 100 persone con la spada" - hanno combattuto accanitamente in prima linea, anche dopo essere entrati nella città di Jurong. Poco dopo essere entrati nella città, il risultato era: sottotenente Mukai - 89, sottotenente Noda - 78. Una gara davvero testa a testa.».
(dal Tokyo Nichi-Nichi Shimbun, 6 dicembre 1937).

### Quarto articolo
"Incredibile record" nella Gara per uccidere 100 persone con la spada
Mukai 106, Noda 105
Entrambi i sottotenenti vanno ai tempi supplementari
«(12 dicembre, resoconto dei corrispondenti Asami e Suzuki ai piedi della Montagna Viola) Toshiaki Mukai e Tsuyochi (sic) Noda, i due coraggiosi sottotenenti del Reggimento Katagiri che si erano sfidati in un'insolita gara per "uccidere 100 persone con la spada" prima di arrivare a Nanchino, nel caos della battaglia per la cattura della Montagna Viola il 10 dicembre hanno raggiunto rispettivamente la 106° e la 105° uccisione. Quando si sono ritrovati faccia a faccia, il pomeriggio del 10 dicembre, entrambi stavano ancora tenendo in mano le loro spade. Le loro lame ovviamente erano danneggiate.

Noda: "Hei, sono arrivato a 105. E tu?" Mukai: "Io 106!"... Si sono messi entrambi a ridere. Dal momento che non sapevano chi tra loro avesse raggiunto per primo la 100ª uccisione, alla fine uno dei due ha detto: "Beh, visto che è finita pari, perché non ricominciamo, stavolta per uccidere 150 persone?" Entrambi sono stati d'accordo, ed il giorno 11 hanno iniziato una gara ancora più lunga, per uccidere con la spada 150 persone. Nel pomeriggio dell'11 dicembre, sulla Montagna Viola, che si affaccia su una tomba imperiale [probabilmente si riferisce alla tomba del Dottor Sun Yat-sen, come poi rettificato nella traduzione comparsa sul Japan Advertiser il 14 dicembre], nel pieno di un rastrellamento a caccia dei resti dell'armata [cinese]* sconfitta, il sottotenente Mukai rievocava l'andamento della competizione finita in un pareggio.
"Sono felice che entrambi abbiamo superato le 100 uccisioni prima di raggiungere il punteggio finale. Ma ho danneggiato la mia "Seki-no Magoroku" quando ho tagliato in due metà un cinese, elmetto di acciaio e tutto il resto, come una canna vuota di bambù. Così ho fatto una promessa, donerò questa spada al tuo giornale quando avrò finito di combattere. Alle 3 di mattina dell'11, i nostri compagni hanno usato l'inconsueta strategia di dare alle fiamme la Montagna Viola, in modo da scacciare col fumo dai loro nascondigli i restanti nemici. Ma io stesso sono rimasto affumicato! Sparavo tenendo la mia spada sulle spalle, e stando dritto come una freccia in mezzo ad una pioggia di proiettili, ma non un singolo proiettile mi ha colpito. Questo anche grazie a questa Seki-no Magoroku qui.

Dopodiché, nel mezzo di una raffica di proiettili nemici in arrivo, mi mostrava la sua Magoroku, che ha assorbito il sangue di 106 persone.».
(dal Tokyo Nichi-Nichi Shimbun, 13 dicembre 1937).

### Primo articolo sulJapan Advertiser
I sottotenenti in gara per uccidere 100 persone con la spada stanno procedendo testa a testa
«(7 dicembre 1937) Il sottotenente Toshiaki Mukai ed il sottotenente Takeshi (sic) Noda, entrambi dell’unità [di] Katagiri di stanza a Kuyung, nel corso di un'amichevole competizione su chi di loro sarebbe riuscito ad uccidere per primo 100 cinesi in combattimenti individuali con la spada, sono nel pieno della fase finale della loro gara, procedendo quasi testa a testa. Domenica, mentre le loro unità stavano combattendo fuori da Kuyung, il punteggio, secondo il giornale Asahi [Tokyo nichinichi shimbun] era di 89 per Mukai, e 78 per Noda.».
(dal Japan Advertiser, 7 dicembre 1937).

### Secondo articolo sulJapan Advertiser
La gara a chi uccide per primo 100 cinesi con la spada è stata prolungata, siccome entrambi i contendenti hanno superato il punteggio
«(14 dicembre 1937) Il vincitore nella competizione tra i sottotenenti Toshiaki Mukai e Iwao (sic) Noda si chi di loro sarebbe riuscito ad uccidere per primo 100 cinesi con la sua spada Yamato non è stato ancora proclamato, come riporta il Nichinichi dalle pendici della Montagna Viola, fuori da Nanchino. Mukai ha raggiunto il punteggio di 106, mentre il suo rivale ha ammazzato 105 uomini, ma che per i due è stato impossibile determinare chi per primo avesse raggiunto quota 100. Al posto di risolvere il problema con una controversia, hanno deciso di aumentare l’obbiettivo di altri 50 punti.

La lama di Mukai si è leggermente danneggiata durante la competizione. Lui stesso ci ha spiegato che questo è stato il risultato di aver tagliato in due un cinese, con elmetto e tutto il resto. La competizione è stata 'divertente', ha dichiarato, e ha ritenuto positivo il fatto che entrambi i contendenti abbiano superato il punteggio di 100 senza essere a conoscenza che anche l’altro avesse fatto lo stesso.

La mattina presto del sabato, mentre il giornalista del Nichi Nichi stava intervistando il sottotenente da un punto panoramico che dava sulla tomba del Dottor Sun Yat-sen, un'altra unità giapponese aveva dato fuoco alle pendici della Montagna Viola, nel tentativo di sloggiare le truppe cinesi dalle loro posizioni. L’azione tuttavia stava affumicando anche il sottotenente Mukai e la sua unità, con gli uomini che dovevano rimanere immobili mentre i proiettili passavano sopra le loro teste.

"Non una singola pallottola mi colpisce finché tengo questa spada sulla mia spalla", ha spiegato fiducioso.».
(dal Japan Advertiser, 7 dicembre 1937).

## Il processo per crimini di guerra
Nel 1946, dopo la fine della Seconda guerra mondiale, un rapporto sull'argomento venne in possesso del Tribunale Internazionale instaurato nell'ambito dei Processi di Tokyo, che lo trasmise quindi alle autorità della Cina nazionalista di Chiang Kai-shek. Qui era stato a sua volta istituito il Tribunale per i Crimini di Guerra di Nanchino (uno dei 13 Tribunali istituiti nel dopoguerra dalla Cina), allo scopo di giudicare i militari che avevano perpetrato atrocità durante la Seconda guerra Sino-Giapponese. Come poi scoperto dallo storico Akira Suzuki, i magistrati del Tribunale di Tokyo avevano deciso di non procedere contro i due sottotenenti, ma le autorità cinesi presso il Tribunale di Nanchino insistettero per l'estradizione, ritenendo i due imputabili di crimini di guerra di classe "B". I sottotenenti Toshiaki Mukai e Tsuyoshi Noda, che per un breve periodo erano stati trattenuti nella prigione di Sugamo, l'11 luglio 1947 si ritrovarono quindi estradati in Cina, coimputati in un procedimento per crimini di guerra presso il Tribunale di Nanchino, assieme al generale di corpo d'armata Hisao Tani (comandante della 6ª Divisione) ed al capitano Gunkichi Tanaka (accusato di avere ucciso 300 persone con la sua spada, sulla base di quanto riportato in un testo propagandistico pubblicato in Giappone durante la guerra).
Costoro furono gli unici ufficiali giapponesi ad essere chiamati a rispondere per le atrocità commesse in relazione al Massacro di Nanchino. Il principe Asaka, zio dell'imperatore Hiro Hito e comandante del corpo di spedizione giapponese a Shangai, godette dell'immunità garantita alla famiglia imperiale, mentre altri ufficiali si suicidarono prima di essere giudicati. Il generale Yasuji Okamura, al quale erano state contestate pesanti responsabilità per i crimini di Nanchino, non solo godette della protezione del leader nazionalista Chiang Kai-Shek, ma ne divenne addirittura il consigliere militare fino al 1949, quando gli fu concesso di rientrare in Giappone. Nonostante avessero proclamato la loro innocenza, Mukai e Noda vennero dichiarati colpevoli dal Tribunale Militare di Nanchino, con la motivazione che gli imputati "non erano stati in grado di portare convincenti elementi di prova a loro discarico in relazione alle accuse". Nella sua difesa, Noda sostenne con insistenza che la competizione non ebbe mai luogo, ma che anzi l'idea di una simile storia era stata inventata da uno dei giornalisti del Tokyo Nichi Nichi Shinbun, dopo aver sentito per caso le vanterie dell'altro imputato, Mukai, mentre millantava di avere compiuto simili gesta. Da parte sua, Mukai dichiarò che, anche se nella realtà non uccise mai nessuno, l'idea di vantarsi di imprese immaginarie gli era venuta con la speranza di diventare famoso, per avere l'occasione, una volta tornato in patria, di contrarre un nuovo e più vantaggioso matrimonio.
Le circostanze stesse dell'arresto di Toshiaki Mukai nel 1946 appaiono bizzarre: Mukai aveva in effetti trovato una nuova moglie, anche grazie alla fama ottenuta per mezzo degli articoli, ne aveva adottato il figlio ed aveva cambiato il proprio cognome in "Kitaoka". Dopo la guerra, su ordine delle autorità di occupazione americane, la polizia locale si attivò per ricercare ed arrestare Toshiaki Mukai, il quale ricevette, da parte di un funzionario giapponese che evidentemente simpatizzava per lui, il consiglio di evitare di presentarsi, sfruttando proprio il nuovo cognome e l'omertà che il funzionario gli avrebbe garantito. Dal momento che le autorità americane facevano grande affidamento sulla collaborazione dei funzionari giapponesi, una ricerca con esito negativo non avrebbe comportato ulteriori indagini. Nonostante ciò, Mukai decise comunque di presentarsi: la moglie Chieko, preoccupata, ipotizzò collegamenti con la storia della competizione, ma come la stessa Chieko riferì in seguito allo storico Akira Suzuki, Mukai le rispose che tutta la vicenda era basata su "vuote vanterie", peraltro analoghe a quelle che molti altri giapponesi avevano millantato durante la guerra, tanto che gli Alleati avrebbero allora dovuto processare ogni giapponese. La reazione della moglie fu di meraviglia ed indignazione, per essere stata ingannata con simili menzogne.
Nonostante la mobilitazione di numerosi giornalisti giapponesi Kazuo Asami, il reporter del Tokyo Nichi Nichi Shinbun che aveva partecipato alla stesura di tutti gli articoli incriminanti, negò di essersi inventato la storia della sfida, attirando su di sé pesantissime critiche anche di carattere politico, dal momento che proprio nello stesso periodo costui stava cambiando radicalmente il proprio orientamento, un tempo nazionalista, abbracciando infine apertamente il comunismo ed in particolare un'ideologia maoista filo-cinese. Nel 1946, di fronte all'International Prosecution Section (IPS), sia Kazuo Asami, sia Jiro Suzuki (un altro dei giornalisti che parteciparono alla stesura degli articoli) dichiararono che i fatti da loro descritti erano realmente accaduti. In epoca successiva è stato tuttavia rilevato che, anche se dal tenore degli articoli sembrerebbe che i giornalisti fossero sempre stati al seguito dei due ufficiali accusati, in realtà così non fu, tanto che lo stesso Asami riconobbe davanti all'IPS che durante la guerra veniva frequentemente trasferito da un'unità all'altra, così che al momento di entrare a Nanchino non era nemmeno aggregato al reparto di Mukai e Noda.
Anni dopo la conclusione del processo, la moglie di Mukai rese pubblica la dichiarazione che il marito aveva presentato durante il dibattimento per affermare la propria innocenza. In sostanza Mukai portava i seguenti elementi come prove a suo discarico:
- il Tribunale Alleato per i crimini di guerra di Tokyo, che pure aveva aperto un procedimento nei confronti dei due sottotenenti, non aveva ritenuto di dover dare seguito alle accuse;
- Mukai apparteneva ad un plotone di artiglieria, specialità che solitamente opera piuttosto lontana dalla linea del fronte;
- le uniche azioni di guerra a cui partecipò furono alcune azioni di bombardamento di artiglieria a Wuxi e Tanyang, lungo la strada per Nanchino;
- Mukai ebbe modo di incontrare e parlare con il giornalista Kazuo Asami soltanto in un'unica occasione, a Wuxi;
- gli stessi reporter del Tokyo Nichi Nichi Shinbun testimoniarono di non avere mai assistito ad una singola uccisione;
- Mukai e Noda si separarono a Tanyang il 1º dicembre e non si incontrarono più fino al 16 dicembre.

La madre di Noda, da parte sua, anni dopo fornì a Suzuki una dichiarazione, questa volta proveniente dal difensore cinese nel processo di Nanchino, nella quale Noda in sostanza forniva elementi a supporto delle tesi presentate da Mukai. Come rilevato da storici come Akira Suzuki e Bob Tadashi Wakabayashi, ognuno di questi punti era in netto contrasto con i resoconti giornalistici di Kazuo Asami. Akira Suzuki riferì inoltre che, poco tempo prima della data fissata per l'esecuzione, Takeshi Mukai, fratello del sottotenente Toshiaki Mukai, era riuscito a rintracciare diversi commilitoni dei due accusati, oltre che lo stesso Kazuo Asami; i vecchi commilitoni fornirono dichiarazioni scritte ed orali in difesa dei due sottotenenti, alle quali si aggiunse una dichiarazione del loro precedente comandante, Takeo Toyama, il quale produsse documentazione attestante che Mukai subì una ferita il giorno 2 dicembre 1937 nei pressi di Tanyang, a causa della quale fu trattenuto nelle retrovie fino al giorno 15, quando si ricongiunse alla sua unità a T'angshan (tale circostanza, fu oggetto di contestazione da parte di Tomio Hora). Per di più, Suzuki citò una dichiarazione sottoscritta da Kazuo Asami e datata 10 dicembre 1946, nella quale il giornalista affermava i seguenti punti:
- non aveva mai assistito di persona ad alcuna uccisione;
- aveva tratto spunto per i suoi articoli da alcune interviste con Mukai;
- né Mukai né Noda commisero mai atrocità nei confronti di prigionieri inermi o altre persone non impegnate nei combattimenti;
- la censura militare non avrebbe in ogni caso consentito a lasciare trapelare voci di atrocità perpetrate dall'esercito imperiale giapponese.

Tuttavia quando Suzuki ebbe modo di confrontarsi con Asami, quest'ultimo negò con decisione di essersi inventato alcunché, ma di avere basato i suoi resoconti su dichiarazioni rilasciategli da Mukai. Infine, durante le sue ricerche, Suzuki ebbe modo di conferire, a Taiwan, con il presidente del Tribunale di Nanchino, Shih Mei-yu, il quale dichiarò che l'esito del processo era già stato deciso, ben prima della sua conclusione, da Chiang Kai-shek in persona, durante un incontro segreto con il ministro della difesa Ho Ying-chin, nel corso del quale era stato stabilito che tutti gli imputati sarebbero stati condannati a morte. Il 28 gennaio 1948 Toshiaki Mukai e Tsuyoshi Noda vennero giustiziati insieme a Gunkichi Tanaka, mediante un colpo di pistola alla nuca, nel corso di un'esecuzione pubblica in una località nella provincia dello Yuhuatai; a quanto pare i tre, prima di essere uccisi, avrebbero gridato «Lunga vita alla Cina, lunga vita al Giappone!», anche se, in merito a quest'ultimo particolare, appare lecito supporre un intervento della propaganda politica cinese. Parimenti, secondo Akira Suzuki, citando documenti agli atti del Tribunale di Nanchino, Mukai e Noda lasciarono precise istruzioni ai loro parenti di non serbare rancore nei confronti dei cinesi, auspicando che la loro morte avrebbe contribuito a porre le basi per un'amicizia tra Cina e Giappone.
Esiste un resoconto fotografico di alcune fasi del processo e delle esecuzioni, reperibile anche in rete.

## Il significato della gara
Che sia esistita o no una simile competizione, restano comunque gli articoli apparsi sulla stampa, il cui obiettivo principale apparirebbe quello di motivare ed innalzare il morale delle truppe combattenti, più che dei lettori in patria. Tralasciando caratterizzazioni stereotipate riguardo alla mentalità nipponica, va tenuto presente che la Seconda guerra Sino-Giapponese fu un conflitto che il Giappone iniziò con un pretesto, ed in cui rivestì il ruolo dell'aggressore, fattori non idonei a fornire grandi motivazioni per il soldato giapponese, al contrario del suo avversario cinese, il quale invece combatteva per difendere la propria terra e la propria gente. Il significato stesso della competizione apparirebbe funzionale alla de-umanizzazione, agli occhi del soldato giapponese, del nemico cinese, il quale viene dipinto infine alla stregua di selvaggina da abbattere per vincere una gara. Posto che la de-umanizzazione del nemico è stato un obbiettivo da sempre perseguito dal sistema militare in ogni parte del mondo, gli articoli in questione sembrerebbero un esempio emblematico di tale pratica. In questo contesto - e nel quadro di un conflitto che, agli occhi giapponesi, vedeva il civile ed avanzato soldato nipponico contrapposto al barbaro ed incolto nemico cinese, in un conflitto aspro e lontano dalla patria, le cui finalità politiche sfuggivano al coscritto di provincia - appare ipotizzabile che si sia reso necessario indurire le troppo civilizzate truppe giapponesi, inculcando loro una mentalità che non permetteva di visualizzare, nell'avversario cinese, un essere umano verso il quale provare empatia o pietà, ma un bruto privo di anima e sentimenti. Gli effetti di una simile politica risultarono grandemente evidenti nel successivo massacro di Nanchino.

## Il dibattito storiografico in Giappone
Al termine della Seconda guerra mondiale, in Giappone non si verificò, come invece accadde in altri paesi, una presa di coscienza riguardo alle atrocità perpetrate dalle forze armate, ed i primi tentativi di fare luce su questo particolare aspetto risalgono al 1967, quando lo storico giapponese Tomio Hora pubblicò un testo di 118 pagine, intitolato L'incidente di Nanchino. A tale opera va il merito di aver avviato un dibattito, talvolta acceso, e spesso condizionato da fattori ideologici, sull'effettiva portata delle atrocità commesse dal Giappone. Nel saggio L'incidente di Nanchino viene citata anche la competizione, descritta come "due sottotenenti che si sfidarono in una gara a chi sarebbe riuscito ad uccidere per primo 100 persone a Kuyung". Va evidenziato che il resoconto di Hora riprende un libro scritto l'anno precedente dal giornalista Minoru Ômori, il quale a sua volta citava il resoconto di un funzionario del Partito Comunista Cinese. Nell'agosto del 1971, il quotidiano Asahi Shinbun iniziò a pubblicare una serie di articoli intitolata "Chūgoku no Tabi" (中国の旅, "Viaggi in Cina"), il cui autore, il giapponese Katsuichi Honda, tentava un approccio al problema dal punto di vista cinese; nell'ambito di tali articoli, il 5 novembre 1971 venne pubblicata la storia della competizione tra i due sottotenenti, scatenando negli anni a seguire un acceso dibattito sul tema, soprattutto con Schichihei Yamamoto, un noto saggista e veterano del secondo conflitto mondiale. L'articolo di per sé riportava una trascrizione del resoconto di un certo Chiang Ken-fu, funzionario locale e membro del PCC, il quale a sua volta riferiva quanto aveva appreso da un testimone oculare dell'epoca, un tale Wu Chang-te, già testimone durante il Processo di Tokyo per crimini di guerra.
«[...] Questo famoso episodio era di dominio pubblico nel Giappone di quel periodo (1937)." Chiang quindi descrisse una competizione tenutasi tra due soldati giapponesi, per vedere chi tra loro avrebbe ucciso per primo 100 persone. Un ufficiale di grado superiore istigò due sottotenenti, 'A' e 'B', a sfidarsi in un gioco, dicendo loro: "Premierò chi di voi due per primo ammazzerà 100 cinesi nei 10 chilometri di strada tra Kuyung a T'angshan fuori Nanchino". I due quindi intrapresero questa competizione, che terminò con un punteggio di ottantanove per 'A' e 78 per 'B'. Una volta raggiunta T'angshan, l'ufficiale superiore impartì un nuovo ordine: "Riprovate ad ucciderne ancora 100 nei 15 chilometri di strada da T'angshan alla Montagna Viola (Tzuchinshan)". Il risultato finale fu di 106 per 'A', e 105 per 'B'. Stavolta avevano raggiunto il loro obbiettivo, ma l'ufficiale superiore a questo punto disse: "Ragazzi, nessuno dei due è in grado di dirmi chi ci sia riuscito per primo; quindi ricominciate da capo un'altra volta. Stavolta, ne uccidete 150 negli otto chilometri di strada tra la Montagna Viola e Nanchino". Chiang aggiunse che quest'ultima fase della gara ebbe luogo in un'area densamente popolata vicino alla città, e quindi è molto probabile che abbiano raggiunto il loro obbiettivo; in ogni caso il risultato è sconosciuto».
Partendo dalle critiche che in quell'epoca stavano montando, soprattutto da parte di intellettuali e giornalisti di sinistra, in relazione all'intervento americano in Vietnam, Honda dichiarò che il suo intento era quello di fornire una versione dei fatti anche dal punto di vista di quelli che erano stati ammazzati, lasciando intendere abbastanza chiaramente che, per quanto riguardava le atrocità commesse dai giapponesi in epoche recenti, non tutti i retroscena erano ancora trapelati, e che da 40 anni era in atto un'opera di "soppressione" della verità, all'inizio da parte del sistema imperiale, e successivamente dagli stessi americani, i quali avevano tutto l'interesse affinché venisse instaurato un clima da Guerra fredda anche tra Giappone e Cina. D'altra parte va anche detto che tanto i giornalisti quanto gli storici giapponesi di sinistra non furono immuni da critiche: in generale venne loro rimproverato un atteggiamento inutilmente polemico, nonché un'attitudine a concentrare ogni accusa, con la massima virulenza possibile, nei confronti di poche figure di spicco, in genere decedute da anni, contribuendo in tal modo ad ostacolare la ricerca della verità riguardo ai fatti di Nanchino.
Degna di nota appare inoltre la posizione dello storico Shichihei Yamamoto, il quale - pur essendo di orientamento nazionalista, pur avendo manifestato in relazione ai fatti di Nanchino posizioni alquanto revisioniste e pur scrivendo per il periodico Shokun!, edito da una casa editoriale fortemente conservatrice - partendo dalla sua personale esperienza nell'esercito imperiale nipponico, approfondì, mediante un'analisi psicologica di singolare acutezza, i mutamenti nella mentalità e nel morale che l'individuo sviluppava una volta inquadrato nelle forze armate giapponesi, tracciando un quadro tutt'altro che lusinghiero dell'ambiente militare nipponico. In sostanza, secondo Yamamoto, le millanterie di Mukai rispecchierebbero il disagio patito da un militare di serie B, non impegnato in eroici combattimenti, al contrario degli unici soldati riconosciuti come veri uomini, ovvero le truppe di fanteria. Tale disagio sarebbe una diretta conseguenza dell'abbrutimento imposto dalla disciplina militare giapponese nell'individuo. Tanto Mukai quanto Noda (a sua volta impiegato come aiutante di campo, quindi sempre lontano dal fronte), avrebbero compensato il complesso di inferiorità derivante dalle loro poco prestigiose mansioni con l'invenzione di storie mirabolanti con le quali vantarsi in presenza di giornalisti imboscati quanto loro. Yamamoto giunge alla conclusione che, secondo gli standard occidentali, gli ufficiali giapponesi sarebbero colpevoli di crimini di guerra nei confronti dei loro stessi soldati.
La pubblicazione degli articoli di Honda ebbe uno strascico legale nel 2003, quando le famiglie dei due ufficiali Toshiaki Mukai e Tuyoshi Noda citarono in giudizio sia il giornale Mainichi Shinbun (ex Tokyo Nichi Nichi Shinbun), che per primo aveva diffuso la storia della presunta competizione, sia il Asahi Shinbun e Katsuichi Honda, per i successivi articoli e libri. Le pretese di risarcimento (per 36 milioni di yen) avanzate dalle famiglie, erano basate sul presupposto che la storia della competizione, così come i resoconti di massacri ed atrocità, erano episodi inventati dalla propaganda; tuttavia il Tribunale di Tokyo respinse la richiesta, affermando nella sentenza di archiviazione che, dal momento che uno dei due sottotenenti aveva ammesso a suo tempo l'esistenza della competizione, sarebbe stato difficile adesso negarla. Il giudice Akio Doi tuttavia evidenziò che gli articoli in questione contenevano un certo numero di falsità e che la richiesta dei querelanti andava respinta non perché infondata, bensì perché la veridicità della storia era tuttora in dubbio, non escludendo quindi che in futuro la stessa potesse rivelarsi falsa. Nel 2005 venne pubblicato il testo Nankin Jiken: “Shokoshashin” wo Kenshosuru (Analisi sulle "prove fotografiche" riguardanti il Massacro di Nanchino) di Shudo Higashinakano, Susumu Kobayashi e Shinjiro Fukunaga, un testo fortemente critico e revisionista, nel quale (pp. 203–206) viene messa in dubbio l'attendibilità dello studio di Honda, descritto come basato in gran parte sulla mera trascrizione dei resoconti giornalistici riguardanti la competizione, resoconti che sarebbero stati inventati allo scopo di alzare il morale delle truppe.

### Gli studi più recenti: l'opera di Bob Tadashi Wakabayashi
Nel suo studio The Nanking Atrocity 1937 -1945: complicating the picture, riconosciuto come uno degli lavori più completi ed obbiettivi sull'argomento, Bob Tadashi Wakabayashi (docente presso la York University di Toronto) dedica un intero capitolo alla competizione ed al dibattito storiografico in Giappone. Analizzando le varie correnti di pensiero, non tutte scevre da connotazioni ideologiche anche forti, tanto di destra quanto di sinistra, l'autore ha identificato sei principali posizioni in relazione all'argomento:
- Episodio realmente accaduto/Colpevolezza dei protagonisti (corrente nata dopo l'uscita del saggio di Timperley del 1937, accolta dal Tribunale di Nanchino nel 1947-48, condivisa da Honda e da Hora fino al 1972, e da Chang, Wickert, Spence ancora oggi). In sostanza i resoconti giornalistici, come poi ripresi dal Japan Advertiser e dallo studio di Timperley, descrivono in modo attendibile una competizione nella quale vennero uccisi a sangue freddo 211 prigionieri inermi. Per questo motivo i due giapponesi sono da ritenersi colpevoli dei crimini di cui sono accusati.
- Episodio realmente accaduto/Innocenza dei protagonisti (corrente maggioritaria nell'opinione pubblica giapponese, ed accolta anche dallo storico Daikichi Irokawa). Soprattutto sulla scorta delle dichiarazioni della vedova di Mukai, vengono valutate come completamente attendibili le descrizioni fornite dal giornalista Kazuo Asami negli articoli del Tokyo nichi nichi shinbun, con la precisazione che tutte le 211 uccisioni avvennero durante regolari combattimenti individuali contro le truppe nemiche, costituendo pertanto legittimi atti di guerra. In quest'ottica, i protagonisti non solo risulterebbero innocenti rispetto alle accuse di crimini di guerra, ma anzi sarebbero da ritenere veri e propri eroi.
- Episodio in parte inventato/Auto-denuncia dei protagonisti (punto di vista del 1972 della rivista Shukan shincho). Kazuo Asami ha semplicemente trascritto nei suoi articoli i contenuti delle imprese millantate da Mukai e Noda. In realtà non ci fu nessuna uccisione, ma le loro vanterie, una volta messe per iscritto sulla carta stampata, siglarono la loro condanna a morte.
- Episodio inventato/Innocenza dei protagonisti (tesi ancora oggi piuttosto in voga nell'opinione pubblica giapponese, accolta a partire dal 1972 da Akira Suzuki e da Shichihei Yamamoto, che ritengono improbabile la possibilità di vanterie da parte di Noda e Mukai). Il giornalista Kazuo Asami inventò di sana pianta l'intero episodio pur sapendo che non era esistita alcuna gara. In tal modo egli sarebbe da ritenere responsabile della morte di due persone condannate ingiustamente per crimini di guerra mai avvenuti.
- Episodio inventato indirettamente/Colpevolezza dei protagonisti (tesi supportata da Katsuichi Honda e da Tomio Hora a partire dal 1975, come diretta conseguenza dell'acceso dibattito sorto nel 1971 con Akira Suzuki e Shichihei Yamamoto). La teoria prevede un'interpretazione delle reali intenzioni del giornalista Kazuo Asami, il quale, dopo essere stato testimone di crimini come l'uccisione di prigionieri di guerra cinesi, per aggirare la censura militare architetta l'escamotage di descrivere i fatti come se si fosse trattato di una gara nella quale Mukai e Noda uccidono gli avversari in regolari combattimenti.
- Due diverse sentenze. Sulla base del resoconto orale del 1971 dell'ex scolaro Akira Shijime, Noda va considerato colpevole, mentre Mukai è innocente.

Lo stesso autore ha riconosciuto che, con ogni probabilità, la storia della competizione fu fabbricata dal giornalista Kazuo Asami, anche se non può essere ritenuta una completa invenzione, dal momento che quasi certamente si basò sulle vanterie e sulle gesta millantate da Mukai e Noda. In sostanza, anche se in realtà non avvenne nessuna uccisione, le vere cause della condanna a morte dei due sottotenenti furono le loro stesse menzogne.

## La competizione nella cultura di massa
All'interno del Mausoleo in Memoria dei Compatrioti assassinati dalle Forze di aggressione giapponesi durante il Massacro di Nanchino (cinese semplificato: 侵华日军南京大屠杀遇难同胞纪念馆; cinese tradizionale: 侵華日軍南京大屠殺遇難同胞紀念館; pinyin: Qīnhuā Rìjūn Nánjīng dàtúshā yùnàn tóngbāo Jìniànguǎn) a Jiangdongmen (a sud est di Nanchino) è stata inserita una rappresentazione della competizione, sollevando dubbi in merito all'opportunità di includere tale elemento, sull'attendibilità storica del quale gravano tuttora forti dubbi, insieme alle testimonianze sul Massacro di Nanchino. In particolare è stato evidenziato che l'inserimento di un singolo elemento di incertezza potrebbe consentire, in astratto, a correnti di pensiero revisioniste di criticare tout court l'intero repertorio di testimonianze. Una delle due spade utilizzate nella presunta competizione sarebbe esposta nel Museo delle Forze Armate della Repubblica Cinese (cinese tradizionale: 國軍歷史文物館; pinyin: Guójūn Lìshǐ Wénwùguǎn) di Taipei, Taiwan. Nel cinema, la competizione è stata rappresentata nel film storico del 2009 John Rabe, oltre che nel film splatter del 1994 Black Sun: The Nanking Massacre.